# 馬爾內烏利
馬爾內烏利是格魯吉亞南部下卡尔特利大区馬爾內烏利市鎮的城市及其行政中心。海拔高度420米，2024年人口数量为25,742人。
2008年南奧塞梯戰爭期間，位於該鎮的空軍基地在8月8日遭受轟炸，造成4死5傷。